# Список персонажей аниме «Покемон»
Все перечисленные ниже персонажи являются действующими лицами аниме-сериала «Покемон» (1997 — настоящее время).

## Основные персонажи

### Эш Кетчум
Эш Кетчум (яп. サトシ Сатоси, англ. Ash Ketchum) — главный герой аниме-сериала «Покемон». В японской версии сериала его зовут Сатоси (в честь создателя франшизы «Покемон» Сатоси Тадзири). Помимо аниме, Эш появляется в различного рода продукции, связанной с «Покемоном»: в манге, полнометражных фильмах, играх и прочих медиатоварах. Эш основан на персонаже по имени Рэд, главном герое первых игр серии Pokémon Red и Blue. Его заветная мечта — стать Мастером Покемонов, самым величайшим из тренеров покемонов всех времён. Его стартовым покемоном является Пикачу, с которым они стали лучшими друзьями и товарищами. Кроме Пикачу, у Эша есть Драгонайт, Мистер Майм (по прозвищу Майми, покемон матери Эша), Генгар, Лукарио (ранее Риолу), Сирфетч’д (ранее Фарфетч’д региона Голлар) и Драковиш (восстановленный ископаемый покемон). Также у него есть Роулет, Инсинероар (ранее Литтен и Торракат), Сумеречный Лайканрок (ранее Рокрафф) и Мелметал (ранее Мелтан, мифический покемон), которые сейчас находятся под заботой профессора Кикея. В лаборатории профессора Оука находятся Талонфлейм (ранее Флетчлинг и Флетчиндер), Хаулуча, Нойверн (ранее Нойбэт), Бульбазавр, Кинглер (ранее Крабби), Мак, 30 Тауросов, Снорлакс, Геракросс, Бэйлиф (ранее Чикорита), Квилава (ранее Синдаквил), Тотодайл, сияющий (шайни) Ноктаул, Донфан (ранее Фанпи), Свеллоу (ранее Тэйлоу), Септайл (ранее Трикко и Гровайл), Корфиш, Торкал, Глэйли (ранее Снорант), Стараптор (ранее Старли и Старавия), Тортерра (ранее Тортвиг и Гротл), Инфернейп (ранее Чимчар и Монферно), Буйзел и Гибл, Глайскор (ранее Глайгер), Чаризард (ранее Чармандер и Чармелеон), Анфезант (ранее Пидав и Транквил), Ошавотт, Пигнайт (ранее Тепиг), Снайви, Скрагги, Ливанни (ранее Севаддл и Свадлун), Палпитоад, Болдор (ранее Рогенролла) и Крукодайл (ранее Крокорок). Эш отдал на тренировку другим тренерам Праймейпа и Сквиртла. У Эша также был Ратикэйт, который был выменян на Баттерфри, но Эш сразу же обменял его обратно, и Эйпом, которого Эш поменял с Доун на Буйзела. Ещё у Эша были Пиджит (ранее Пиджеотто), Баттерфри (ранее Метапод и Катерпи), Гудра (ранее Слиггу и Гуми), Грениндзя (ранее Фрогадир и Фроки) и Наганадел (ранее Пойпол, Ультра-Чудовище, позже вернулся в команду Эша, когда он попал в беду. После Лиги Алолы, вернулся домой), но он их отпустил на волю. Известно, что при необходимости он рискует своей жизнью, чтобы спасти Пикачу или любого другого покемона из злодейских рук негодяев, таких как Команда R, что говорит о крайне остром чувстве справедливости.

### Мисти
Мисти — тренер покемонов и лидер стадиона города Церулина, специализирующийся на покемонах водного типа. Она известна как «Русалочка-сорванец». Самый первый друг Эша в начале его приключений. Одета в зелёные мини-шорты на подтяжках и жёлтую майку, обнажающую живот. Обычно Мисти оптимистична и весела, но крайне вспыльчива и достаточно часто выходит из себя. Мисти крайне боится покемонов-насекомых. В первых пяти сезонах аниме-сериала она является одним из главных героев и путешествует вместе с Эшем и Броком. Отличная рыбачка и пловчиха. Её сестры в прошлом были лидерами Водного Стадиона, её же считали самой не привлекательной, так как она была младше их всех. Чтобы доказать им, что она лучше, она пыталась стать лучшим тренером водных покемонов в 1-5 сезонах. В конце приключений в Джото, Мисти покинула Эша, чтобы принять на себя полномочия лидера стадиона, когда её сёстры уехали в кругосветку. Мисти также появлялась как гостевой персонаж в сезонах «Новое испытание», «Новое сражение», «Боевой Рубеж», «Солнце и Луна — Ультраприключения» и «Солнце и Луна — Ультралегенды», и в «Неповторимых приключениях», когда смотрела финальный матч Эша и Леона, и позднее встретила Го и его Интелеона.

### Брок
Брок — один из спутников Эша Кетчума и главных персонажей аниме. Бывший лидер стадиона города Пьютера, специализирующегося на покемонах каменного типа. После победы Эша, присоединился к нему, чтобы стать величайшим покемоноводом и врачом покемонов по совместительству. Ответственный, рассудительный, верный и умный человек, кроме того, он весьма трудолюбивый и терпеть не может беспорядок, но при этом часто теряет голову от красивых девушек и либо оттягивается за ухо Мисти, Максом или Мэй, либо поражается ядовитым ударом Кроганка, временно сбивая его без сознания. Великолепно готовит как для людей, так и для покемонов. Является единственным персонажем, умеющим отличать сестёр Джой и офицеров Дженни друг от друга. Всегда носит с собой различное снаряжение для походов, чтобы быть готовым к любым неожиданностям.

### Трейси Скетчит
Трэйси — наблюдатель покемонов. Ему 14 лет и родом он с острова Тангело в регионе Оранжевых Островов. Он заменял Брока в команде Мисти и Эша во время второго сезона, когда Эш странствовал по Оранжевым Островам. Трэйси прекрасно рисует и постоянно носит с собой альбом, в котором собралась уже немалая коллекция зарисованных им покемонов. Он тренирует всего 3 покемона: Веноната, Мэрилла и Скайтера. Всю жизнь мечтал встретиться с профессором Оуком, именно поэтому он и присоединился к Эшу. В конце второго сезона его мечта сбывается и он попадает к профессору, у которого и остаётся в качестве помощника. У Трэйси нет игрового прототипа и он заменил Брока лишь потому, что продюсеры посчитали, что Брок не нравится телезрителям. Куда уж там. О Трэйси очень мало чего известно, в чём-то он похож на Брока. Тем не менее он хороший парень и впечатления о нём только хорошие. Он рассеянный, но любящий покемонов тренер.

### Мэй
Мэй появляется в начале шестого сезона. Мэй на вид лет 12 (хотя, теоретически, ей 10), она из Петалбург-Сити. Одета обычно в красную лёгкую жилетку, синие обтягивающие шорты и сандалии. У неё есть младший брат Макс, «маленький гений». Её способности, как тренера пока оставляют желать лучшего. Она очень похожа своим поведением на Эша в начале первого сезона. Когда она встречает Эша впервые, то говорит, что «он очень славный». Особенно, когда Эш спит рядом с Пикачу, когда тот болеет (в первом эпизоде 6-го сезона). Кстати, каждый раз перед знакомством с девушкой Эш ломает у неё велосипед (скорее не Эш, а Пикачу). Сначала Мэй не любила покемонов, её родители хотели, чтобы она стала тренером (как Эш), но после встречи с Эшем и Броком, она изменилась и её любовь к покемонам теперь неуклонно растёт. Вскоре она поняла, что хочет стать координатором. Она также появилась в 11 сезоне (во время Кубка Уоллеса на озере Валор в Синно). Известна как «Принцесса Хоэнна», псевдоним, которым Доун называет ее, когда они впервые встречаются. А также упоминается Сереной как «Танцующая девочка из Хоэнна» в 24 сезоне.

### Макс
Младший брат Мэй. Он очень умный и смышлёный мальчик, обладающий колоссальными теоретическими знаниями о покемонах (которые почерпнул из лекций профессора Оука). Хотел стать тренером покемонов, но после путешествия с Броком, захотел стать покемоноводом, как он. Он носит зелёную рубашку, чёрные шорты и очки. Макс часто пытается доказать Мэй, что он лучше неё разбирается в покемонах, несмотря на их разницу в возрасте, всячески поучая её. Разделяет с Эшем свою большую любовь к покемонам (они как братья).

### Доун
Доун (яп.ヒカリ Hikari, англ. Dawn) — десятилетняя девочка, живущая в регионе Синно в городе Твинлиф-Таун со своей мамой Джоанной. Она хочет стать лучшим координатором, чтобы продолжить великое дело своей матери, бывшей в своё время величайшим координатором. Первым покемоном Доун стал Пиплап, которого она получила от профессора Роуэна. Её поступки напоминают поступки Мэй в первых сериях шестого сезона: неуклюжее кидание покебола и т. п. По характеру Доун очень стремительная, уважает интересы покемонов, добрая, милая, весёлая и жизнерадостная, иногда, когда она переживает за покемонов, Доун нервничает, паникует и немного злится. Она часто теряет уверенность в себе, но быстро берёт себя в руки. В сложных ситуациях, особенно когда дела идут совсем плохо, реагирует быстро и способна на смелые поступки. Поначалу часто ссорилась с Эшем, но впоследствии они стали хорошими друзьями и всякий раз, когда с ними случается что-то хорошее, они делают жест «Дай пять!», ставший фирменным знаком их дружбы. Доун всегда поддерживает своих друзей, вот например, когда Эш потерпел унизительно жестокое поражение от рук Пола у Озера Разума, Доун устроила небольшое представление, чтобы поднять ему настроение. Волосы у неё средней длины, сине-чёрного цвета с двумя жёлтыми заколками и голубые глаза (как у матери). Доун одета в короткое платье и высокие сапожки розового цвета. На голове — вязаная белая шапочка с розовым символом покебола, а на шее — малиновый шарф. В состязаниях надевает красивое розовое платье с белым воротником и жёлтым поясом. Она также появилась как гостевой персонаж в 15 сезоне (во время мирового юниорского турнира покемонов в Восточной Юнове), а также в 24 (во время миссии Эша и Го по спасению Кресселии и Даркрая от Команды R, инцидентов с Диалгой и Палкией, и восставшей Командой Галактика) и 25 сезонах (во время турнира мастеров Кубка Коронаций).

### Сайлан
Сайлан (яп.デント — Дэнто) — лидер стадиона в Стриатон-сити со своими братьями-близнецами Чили и Крессом, самый сильнейший из них, специализируется на покемонах травяного типа. Очень добрый и справедливый юноша. С первого взгляда в нём можно увидеть истинного джентльмена, готового помочь не только даме, но и сопернику. Сайлан хорошо воспитан, он не любит конфликты и всеми силами пытается их предотвратить или же свести на нет. Но иногда можно увидеть другого Сайлана, когда он злится. В такие моменты обычно мягкий лидер стадиона может напугать даже самого смелого человека. Сайлан — основной мозговой центр в путешествии Эша и Ирис. Он прокладывает путь, ориентируясь по карте, сам выбирает места для ночлега и перекусов (этим он похож на Брока). Так же Сайлан ценитель покемонов и к месту и не к месту начинает оценивать совместимость покемона и тренера, иногда прямо в самый разгар битвы. В разговоре часто употребляет кулинарные термины. До жути боится Пурлойнов. Носит белую рубашку, поверх чёрный жакет с зелёной бабочкой, и чёрные штаны. Глаза и волосы изумрудного цвета.

### Ирис
Ирис (яп. アイリス — Айрис) — спутница Эша и Сайлана в регионе Юнова. Она очень добрая, весёлая и жизнерадостная девочка. Удивительно спортивная и энергичная, просто не может усидеть на одном месте. Любит путешествовать, изучать новое, совать нос во все дырки. Главная мечта Ирис — стать Мастером Драконов, и она считает покемонов-драконов лучшими. Но у неё есть своя «особенность» — она до ужаса боится покемонов ледяного типа, так как драконы против них слабы. Известна своей привычкой расценивать поступки некоторых людей (в частности Эша) как поступки маленьких детей, произнося свою коронную фразу «Ты такой ребёнок!» (хотя и сама умудряется совершать нечто подобное), что делает её похожей на Мисти, но по сравнению с ней — гораздо более жизнерадостной и энергичной. Волосы темно-фиолетовые, глаза карие. Носит небольшое розово-жёлтое платье, белые штаны и кроссовки под цвет платья. Позже, к моменту событий в сезоне «Мастер-приключения», Ирис стала чемпионом Юновы и её Эксью развился в Хаксоруса, затем она прислала Эшу письмо с просьбой прийти в Юнову и сразиться на Кубке Коронаций за выход в Ультра Класс, где Эш смог победить её. После становления чемпионом имидж Ирис претерпел сильные изменения: теперь она носит королевское одеяние, похожее на платье принцессы (бело-розовое платье цвета гвоздики с развевающимися лентами и оборками на концах, большими и длинными рукавами с ярко-розовыми манжетами). Волосы собраны в небольшой пучок с большими шипами и имеют по два закругленных локона с каждой стороны головы. На голове у нее маленькая золотая корона с двумя изумрудами, инкрустированными треугольниками по бокам. На ногах белые сандалии на высоком каблуке с круглым зеленым камнем, инкрустированным в центре каждой обуви.

### Клемонт
Клемонт (яп. シトロン — Ситорон) — лидер стадиона в Люмиос-сити. Специализируется на электрических покемонах, за что его прозвали «Чудо-ребёнком электрического типа». Появился в серии «Регион Калос, где рождаются мечты и начинаются приключения!» со своей сестрёнкой Бонни. Является талантливым изобретателем, но все его аппараты взрываются через несколько минут. Одет в голубой комбинезон. Носит круглые очки. Главная черта его характера — Клемонт ко всему подходит с точки зрения науки. То, что ей противоречит, он отказывается принимать. Также иногда он нервничает, особенно если его снимают. Увидев самоотверженность и отвагу Эша, когда он спасал Гарчомпа профессора Сайкамора, решил путешествовать с ним, желая стать таким же сильным и храбрым, как Эш, и в конце-концов, так и произошло. Также он появлялся в 25 сезоне как гостевой персонаж, где помогал Эшу подготовиться в матче против Драсны из Элитной Четвёрки Калос в рамках ультра-класса Кубка Коронаций.

### Бонни
Бонни (яп. ユリーカ — Юрика) — младшая сестра Клемонта. Очень добрая, впечатлительная, весёлая, преисполненная энтузиазмом, жизнерадостная и смелая девочка. Бонни находит весёлым абсолютно всё — даже посещение старого дома с призраками. Также как и Макс, разделяет с Эшем свою большую любовь к покемонам (они как брат и сестра), из-за этого она также любит наводить на покемонов красоту и заботиться о них, даже несмотря на то, что она ещё слишком мала, чтобы тренировать и воспитывать их. Но у неё есть одно качество, чем напоминает Брока — когда она видит красивую девушку, то тут же просит её стать подружкой её брата, но её попытки заканчиваются тем, что Клемонт оттаскивает её подальше. Любит своего покемона — Деденне, которого поймал её старший брат. Ходит с хвостиком повернутым в левую сторону. Носит коричневую футболку с чёрной ленточкой, белую юбку и розовые туфли. Также она появлялась в 25 сезоне как гостевой персонаж.

### Серена
Серена (яп. セレナ Serena, англ. Serena) — спутница Эша в его путешествии по региону Калос. Очень милая и вежливая девушка, но она может и быть упрямой по отношении к её матери, Грейс. Однако она очень любит свою маму, что было показано в поздних эпизодах. Серена может быть неуверенной в себе, и нерешительной как показано в некоторых эпизодах. Она решает стать исполнительницей покемонов. В поздних эпизодах было показано, что она боится призраков. Первое появление в серии «Регион Калос, где рождаются мечты и начинаются приключения!». Своего стартового покемона Феннекина (впоследствии ставшего Делфоксом) получила от профессора Сайкамора. Знакома с Эшем ещё с дальнего детства: когда Серена была маленькой, она была отправлена в регион Канто против её воли, чтобы присутствовать в летнем лагере покемонов профессора Оука в Паллет-Тауне. Серена потерялась в лесу, пытаясь найти остальную часть своей группы, в результате чего она получила ранение в правую ногу после того, как испугалась Поливага. Но в этот самый момент, её нашёл Эш и оказал ей помощь, а затем проводил в лагерь. С того дня она хранила носовой платок, который он использовал как повязку, как память о сделанном им добром поступке и вдохновляющем совете, который он ей дал — «Не сдавайся, пока всё не кончилось!» (эти слова — главный девиз и лозунг Эша и его друзей). Позднее, после прибытия Эша в регион Калос, решившего принять участие в местной Лиге Покемонов и победить, Серена вернула ему его носовой платок и присоединилась к его приключениям вместе с Клемонтом и его младшей сестрой Бонни. Есть намёки, что Серена влюблена в Эша и перед расставанием это подтвердилось, когда она поцеловала его в знак признания в своей любви к нему. Изначально у Серены были длинные до талии волосы медового цвета с завязанным на конце хвостиком, а первый наряд состоял из темно-серой майки с белым воротником, темно-серых чулок, красной пуговицы с двойными талиями по бокам, плиссированных юбок, черных кедов с розовым принтом в виде половины покебола по бокам, а на голове была тёмно-розовая шляпа в паре с черной лентой и бантом из ленты. Но начиная с серии «Дебют в демонстрации покемонов!», имидж Серены претерпел сильные изменения: её волосы острижены до плеч, на ней ярко-розовый сарафан с белым воротником и синей ленточкой на груди (которую подарил Эш), серый топ внизу и красный жилет-безрукавка, а на голове красновато-розовая шляпка-котелок. Из-за ее популярности среди фанатов и популярного термина Amourshipping фанаты предпринимали много попыток вернуть Серену в аниме(и не только). Она также появилась как гостевой персонаж в 25 сезоне (и снова в новом имидже), где она попросила Хлою выступить в состязании покемонов Лиликоу-Сити, где разделила с Лисией первое место, а также временно воссоединилась с Эшем перед его отъездом в Вермилион-Сити вместе с Го и Хлоей, и друзья детства пожелали друг другу удачи в осуществлении своих мечтаний. Серена также пообещала поддержать Эша на Кубке Коронаций, и сделала это, наблюдая за его финальным матчем против Леона, вместе с Мэй и Максом.

### Одноклассники Эша
Лили (リーリエ Rīrie) — одна из студентов в Школе Покемонов острова Мелемеле, бывшая одноклассница Эша. Родом из очень богатой семьи, она любит учиться и, как правило, помогает другим студентам с их исследованиями, но так или иначе имеет врождённый страх прикасаться к любому виду покемонов, несмотря на естественное взаимодействие с покемонами, когда она была моложе. 4 года назад, этот страх у неё проявился во время поездки с матерью Лузамин и братом Гладионом, но постепенно она преодолевала свой страх и поборола его, приняв к себе Вульпикса региона Алола по прозвищу «Снежок», о котором она заботилась, когда он был в яйце. Изначально ей было спокойно только со Снежком, но удалось прикоснуться к Пикачу Эша не колеблясь, и даже прокатиться на Стаутлэнде без последствий. Однако, увидев одного из покемонов своего брата, Силвалли, это вызвало часть её детской травмы, из-за которой она не могла снова коснуться покемонов, даже своего собственного. Но когда она была спасена Силвалли, когда один из покемонов Фабы поднял её в воздух психокинезом, она вспомнила, что когда-то это произошло с ней раньше, когда она была маленькой, когда Ультра-Чудовище по имени Нихилего напало на неё. После того, как Лили обняла Силвалли в благодарность за второе спасение, она окончательно побеждает свой страх и становится способной дотрагиваться до абсолютно любого покемона. Позже, после того, как Лили помогла диким Сэндшрю региона Алола разобраться с Тиранитаром, Сэндшрю-лидер (являющийся покемоном-тотемом) эволюционировал в Сэндслэша и дал ей Лёдиум Z. Она хранит ледяной камень, который дал ей Софоклис в надежде, что Снежок будет использовать его, чтобы однажды эволюционировать. Позже Лили получила кольцо-Z своего отца, которое он хранил, пока его не найдут, став четвёртым членом группы, который может использовать атаки-Z. После окончания Лиги Алолы, в которой Эш стал первым чемпионом региона, Лили смогла возродить Магирну, мифического покемона, которого её отец хотел подарить как принцессе, после чего она вместе с мамой и братом Гладионом покинула Алолу, чтобы найти отца. Вместе с Гладионом и Лузамин она лично возвращается в сериал, где воссоединяется с Моном в Короне Тундры. После этого семья вместе с Эшем, Го и Хлоей отправились в Алолу на возвращение домой и матч Эша в Королевской битве.
Киаве (カキ Kaki) — один из студентов в Школе Покемонов острова Мелемеле, бывший одноклассник Эша. Самый старший и опытный среди студентов. Известен тем, что прошёл Великое Испытание острова Акала, где унаследовал кольцо-Z с Фириумом Z, ранее принадлежавшими его дедушке, бывшему вождю острова. Он управляет молочной фермой на острове Акала вместе со своими родителями, а также имеет маленькую сестру по имени Маймо, которую он обожает. Он любит и специализируется на покемонах огненного типа (из-за вдохновения словами своего деда). Покемоны Киаве — Тартонэйтор (сильнейший в его команде), Алольский Маровак (которого он поймал в эпизоде «Коронный момент правды!») и Чаризард (используемый в качестве покемона-шаттла), его первый покемон, он также принадлежал его дедушке. Семья Киаве управляет фермой на острове Акала, поэтому он помогает там, а также посещает школу. Как самый старший в классе, Киаве очень серьёзный человек. Когда он дома он, как правило, опекает свою младшую сестру. Он также серьёзно относится к старым традициям, особенно к кольцу-Z и кристаллам-Z. Когда он впервые увидел Эша с кольцом-Z, он показал признаки неодобрения, так как Эш получил его, не пройдя испытания островов. Когда Эш потерял кристалл-Z, он пришёл в ярость и пригрозил, что натравит на него своего Тартонэйтора. Кажется, что Киаве не знает, как взаимодействовать с покемонами водного типа, поскольку он признаёт, что сначала он не был уверен, как справиться с Попплио, вместо этого его сестра играла с ним. В серии «Столкновение регионов!», Киаве показал себя очень конкурентоспособным, когда он бросает вызов Броку на настоящую гим-битву в Церулине, используя своего Тартонэйтора против Стиликса Брока. Но после поражения от рук Брока и перед отъездом в Алолу, Киаве развил дружеское соперничество с ним. После окончания Лиги Алолы, Киаве решил пройти испытания, чтобы стать вождём своего острова.
Маллоу (マオ Мао) — одна из студентов в Школе Покемонов острова Мелемеле, бывшая одноклассница Эша. Она любит готовить и, специализируясь на покемонах травяного типа, имеет напарницу Баунсвит, которую для неё поймала её мать, когда Маллоу была маленькой, впоследствии превратившуюся в Стини, а затем и в Царину. Также Маллоу заботилась о мифическом покемоне Шеймине, до тех пор пока не превратился в Небесную Форму и не улетел. Маллоу — активная девушка, пусть и немного рассеянная (вот например: когда она впервые встретилась с Эшем, то ошибочно подумала, что он новый студент Школы Покемонов). Она помогает в ресторане своей семьи, которым управляет её отец, привлекая клиентов, чтобы войти и поесть. Маллоу — преданный своему делу шеф-повар, который преодолеет километры расстояния, чтобы найти экзотические ингредиенты или новый рецепт, которые помогут прославить ресторан своего отца на всю Алолу, и ради этого она ни перед чем не остановится. После того, как Маллоу помогла давнему другу своей семьи, а также получила Ботаниум Z от Тапу Коко, она получила кольцо-Z от Орангуру, став шестым и последним членом группы, который может использовать атаки-Z. После окончания Лиги Алолы, Маллоу продолжила работать в семейном ресторане и превратила его в место, которое посещают не только люди, но и покемоны.
Лана (スイレン Suiren) — одна из студентов в Школе Покемонов острова Мелемеле, бывшая одноклассница Эша. Она мастер рыбалки и любит покемонов водного типа. Её главный покемон — это Попплио (который с тех пор развился в Бриан, а затем и в Примарину), которого она спасла от негодяев из Команды Череп, и у неё также есть Лапрас, который служит ей покемоном-шаттлом. Лана живёт в приморском доме со своими младшими сестрами — Харпер и Сарой. В то время как Лана обычно тихая, она на самом деле девушка действия. Лана, как правило, добрая и заботливая к своим покемонам. Лана любит пугать своих друзей историями с привидениями. Кроме того, она иногда даже шутит, увидев или поймав очень редкого покемона в море, например, легендарного Кайогра (на такие шутки, кстати, часто клюёт Эш), хотя потом случай встретиться с ним представился. У неё была мечта, что однажды, она и Попплио поплывут с покемонами водного типа, в море, катаясь внутри одного из водных пузырей Попплио. Позже Лана нашла сверкающий камень во время охоты за сокровищами на острове Акала, который позже был превращён в кольцо-Z для неё, и Водиум Z у покемона-тотема Вишиваши, после того, как она выиграла битву против него, стала третьим членом группы, который может использовать атаки-Z. Лана также владеет Иви, которого она прозвала Песчинкой. Известно, что у этого Иви была челка, закрывающая глаза, прежде чем Лана в конечном итоге остригла её. После окончания Лиги Алолы, Лана решила отправиться с отцом на поиски Манафи, мифического покемона и одного из членов дуэта Защитников Моря.
Софоклис (マーマネ Māmane) — один из студентов в Школе Покемонов острова Мелемеле, бывший одноклассник Эша. Он специализируется на покемонах электрического типа и хорошо обращается с механизмами. Его покемон-напарник — Тогедемару. Софоклис тоже учёный с обширными знаниями техники. Когда он во что-то ввязывается, он очень тщательно анализирует предмет. Он также хорошо разбирается в программировании. В серии «Шокирующая пробежка по магазинам!» выяснилось, что Софоклис страдает никтофобией — боязнью темноты. Софоклис также владеет Чарьябагом, который с тех пор превратился в Викавольта. После событий гонок Викавольтов, в которых он участвовал, Софоклис получил кольцо-Z, которое ему дала Хапу, став пятым членом группы, который может использовать атаки-Z. У Софоклиса есть собственная лаборатория, построенная его отцом, которую он использует для исследований. После окончания Лиги Алолы, Софоклис решил отправиться в регион Хоэнн, чтобы работать в космическом центре Моссдип-Сити, вместе с кузеном Молэйном, и стать космонавтом.

### Ротом Покедекс
Ротом Покедекс (ロトム図鑑) — покедекс, подаренный Эшу профессором Кикеем, когда Эш решил отправиться в свое приключение в Алоле в третьем эпизоде «Декс загружается!». Это самообучающийся ИИ, очень энергичный и активный. Поскольку в устройстве обитает Ротом, он может делать снимки и сканировать различных покемонов, а также предоставлять информацию о них (например, имя, тип, уникальный профиль, атаки и способности) и предметах, связанных с покемонами (таких как кристаллы-Z), и делает он это с большим удовольствием. Ротом Покедекс не предназначен для ведения боя, но он может записывать битвы (аналогично видеокамере), а также предоставлять статистику (например, соотношение побед и поражений). Несмотря на это, он любит сериал «Алольский детектив Лаки» и имеет тенденцию делать поспешные выводы, основанные на умозаключениях. Свои эмоции чаще всего выражает смайликами. В конце сериала «Солнце и Луна» Ротом Покедекс покинул Эша, чтобы работать в Фонде Этер, успешно управляя компанией, в то время как Лузамин, Лили и Гладион искали Мона. Он также вернулся в 23 сезоне «Приключения» как гостевой персонаж.

### Го
Го (яп. ゴウ Го:) — стильный городской мальчик и новый тренер покемонов, который предпочитает сохранять спокойствие и собранность, в отличие от более инстинктивного и предприимчивого Эша. Его излишняя самоуверенность оставила его в основном изолированным и не заинтересованным в дружбе с кем-либо, кроме Хлои. Однако Го понял, насколько сильно он заблуждался, не заводя других друзей, кроме Хлои, когда он встречается и знакомится с Эшем. Очень хорошо осведомлен о покемонах, будучи довольно опытным в сборе и анализе информации, которая была полезна для сбора подсказок. Несмотря на свои глубокие познания в области покемонов, Го всё ещё является тренером-новичком и ему не хватает опыта, о чем свидетельствует его склонность кидать покеболы в любого встреченного им покемона, а не ослаблять их в битве, как это обычно делается. В долгосрочной перспективе это обычно имеет неприятные последствия для Го. Его отсутствие опыта также проявляется в его битвах, где он демонстрирует тактический, привычный подход к использованию преимуществ типа, но не может должным образом ответить более опытным противникам. Го имеет тенденцию кричать «Вперед!» при отправке своего покемона или броске покеболов. Однако со временем Го вырос как тренер благодаря своим путешествиям и влиянию Эша, которого считает образцом для подражания, а узнав, что Эш является самым первым и самым великим чемпионом Алолы, Го стал восхищаться им ещё больше. Заветная мечта Го — поймать каждого покемона, чтобы добраться до Мью. Го владеет покемонами 18 типов и владеет всеми тремя стартовиками Голлара (на разных стадиях эволюции; Синдерэйс и Интелеон полностью эволюционировали, а Грукки — ещё нет). Причина, по которой Го получил всех трёх стартовиков Голлара, заключалась в том, что если бы сценаристы продолжили традицию давать Эшу, чемпиону Алолы, дополнительных стартовиков, это было бы воспринято как постоянное понижение тренерских навыков Эша. Перед началом финальной битвы Эша с Леоном Го был вынужден расстаться с Эшем, поскольку «Проект Мью» срочно вызвал его на особо важную миссию. Он наблюдал за битвой Эша против Леона. Го и другие участники Project Mew отправляются на далекий остров, чтобы найти Мью. Они столкнулись с Мью, но не смогли его поймать. Позднее он и Эш расстались, следуя за своими мечтами.

### Хлоя Серис
Хлоя Серис (яп. こはる さくらぎ Кохару Сакураги) — родная дочь профессора Сериса, подруга детства Го. Хлоя чрезмерно осторожна и реалистично подходит к жизни, неохотно заводит друзей, кроме Го и пары других, и не спешит сближаться с Эшем, которого мало знает. В раннем детстве Хлоя любила покемонов, пока ей не показалось, что они крадут у неё чужое внимание, и теперь периодически теплеет лишь к семейному Ямперу. Однако, осознав свое поведение, Хлоя не только преодолела свою ревность к покемонам, но и сблизилась с Ямпером. Кроме того, Хлоя стала более открыто заводить друзей, поскольку в этот период она увидела в Эше очень хорошего друга и снова стала заботиться о покемонах. Поймав своего первого покемона, Хлоя официально стала тренером покемонов и присоединяется к своим друзьям в их исследовательских приключениях. Покемон-напарник Хлои — особенная самка Иви, которая не способна развиваться. Позже она вместе с Доун наблюдала за финальной битвой Эша против Леона. Впоследствии, когда Эш и Го покинули лабораторию Сериса, она заняла их место как новая научная сотрудница.

### Лико
Лико (яп. リコ Рико) — протагонистка сериала «Покемон: Горизонты». Родом из региона Палдея и владеет загадочным кулоном, доставшимся от своей бабушки Дианы, которым, как выяснилось впоследствии, был легендарный покемон Терапагос. После того, как Лико из-за кулона стала мишенью организации под названием «Исследователи», присоединилась к «Восходящему Вольту», группе исследователей, путешествующей по миру покемонов.

### Рой
Рой (яп. ロイ) — протагонист сериала «Покемон: Горизонты». Родом из Канто. Однажды нашёл древний покебол, в котором был заключён Чёрный Рэйкваза. Случайно выпустив его и впечатлившись им, присоединился к «Восходящему Вольту». Мечта Роя — стать величайшим искателем приключений, как те, о ком рассказывал ему его дедушка. Узнав об особой связи между Чёрным Рэйквазой и кулоном Лико, загорается ещё больше.

## Восходящий Вольт
Восходящий Вольт (ライジングボルテッカーズ, Rising Volteccers) — искатели приключений, путешествующие по миру покемонов на дирижабле «Храбрый Оливин», чтобы познать и раскрыть тайны, особенно касающиеся покемонов. После битвы в Лакуа, после которой Фрид пропал без вести, а Шпинель запятнал их имя, группа распалась. Спустя год, Лико и её друзья возродили отряд, чтобы разоблачить Шпинеля и его приспешников как террористов, и очистить доброе имя «Восходящего Вольта».

### Фрид
Командир отряда и профессор покемонов. Его напарники — Пикачу, известный как Капитан Пикачу, управляющий дирижаблем отряда, и Чаризард. Фрид раньше был профессором покемонов, но потерял к этому интерес и в основном праздно проводил время на лодке Ладлоу. Его учителем была мать Лико, Лукка. Однажды она показала ему Пикачу, который хотел парить высоко в небе, и, встретившись с ним вживую, Фрид вновь захотел заниматься исследованиями. Из-за этого интереса он вместе с Ладлоу и Орлой сформировал отряд «Восходящий Вольт». Во время бегства с Лакуа, Фрид и его Чаризард упали с корабля, обеспечивая отход отряда. Все думали, что он мёртв, однако он выжил, но скрывается от Исследователей

### Орла
Инженер команды, энтузиаст машин, чьими покемонами-партнерами являются Метагросс и Элекид. Подруга детства Фрида, они вместе выросли в Канто, прежде чем она переехала в Хоэнн. Орла когда-то работала в доках в Слейтпорт-Сити, пока не встретила Ладлоу и не воссоединилась с Фридом, который попросил превратить рыбацкую лодку Ладлоу в дирижабль «Храбрый Оливин». После распада отряда, Орла направила дирижабль в Галар и оставила его в лесу, а сам работала с Карной над производством Сильных Сфер для Исследователей, пока не узнала от Лико, Роя, Дот и Ульта об истинных функциях Сильных Сфер. Осознав это, Орла вновь созвала отряд.

### Молли
Медик команды, чьим партнером-покемоном является Ченси. Происходит из семьи врачей, однако вместо того, чтобы работать в Центре Покемонов, она решила присоединиться к «Восходящему Вольту», чтобы помогать диким покемонам по всему миру. В юности была очень наивна. Однако, после распада отряда, Молли вернулась в Центр Покемонов, но позднее воссоединилась с товарищами.

### Мёрдок
Повар команды, опытный в своем деле, дядя Дот и брат Франки. Его покемоны — Рокрафф и Алкреми. Раньше работал кондитером, продавая торты со вкусом клубники вместе со своим другом и коллегой Митчеллом, который готовил торты со вкусом маття. Однако, когда Милкери Мёрдока превратилась в Алкреми и помогла ему печь сладости ещё вкуснее, между двумя кондитерами возник разрыв, который положил конец их партнерству. Позже они помирились.

### Ладлоу
Рыбак команды. Его покемоны — Квагсайр и Шарпедо. Бывший наставник Фрида. После того, как Фрид встретил Пикачу, который стал Капитаном Пикачу, Ладлоу одолжил ему свою лодку и позволил ей стать дирижаблем «Храбрый Оливин». У Ладлоу также есть супергеройское альтер-эго, известное как Майти Джи.

### Дот
Популярный онлайн-стример под псевдонимом Нидосинг. В костюме Нидосинг она энергичный и крикливый персонаж, дающий советы начинающим тренерам, в жизни же — хикикомори, говорящая тихо и прячущая глаза под чёлкой. До встречи с Лико и Роем практически не выходила из каюты, снимая видео, но друзьям удалось пробудить в ней интерес к реальному миру. Дот — племянница Мёрдока и дочь Франки. Её покемоны — Кваксли и Тинкатинк (эволюционировали в Кваксвелла и Тинкатафф).

### Ульт
Соперник Роя. Они впервые встретились в регионе Калос, где стали друзьями и соперниками, овладев Мега Эволюцией. Ульт хочет сразиться с Чёрным Рэйквазой, но впервые встретившись с ним, решил оставить его восстанавливаться, чтобы в будущем сразиться с ним в полную силу. Узнав о мотивах Исследователей и опасных эффектах, которыми обладают созданные ими Сильные Сферы, присоединился к Лико, Рою и Дот, чтобы остановить злодеев. Позднее он стал членом «Восходящего Вольта», чтобы помочь им уничтожить Исследователей.

## Соперники

### Гэри Оук
Гэри не является главным героем аниме «Покемон», но тем не менее он полностью претендует на это звание. Он отправляется в путешествие почти одновременно с Эшем, правда, немножечко раньше, так как Эш проспал. Его цель совпадает с целью Эша — стать самым сильным и Великим Покемастером в мире. За ним постоянно следует большая группа поддержки из красивых девушек. Он внук профессора Оука, что дало ему некоторые привилегии при получении первого покемона. Гэри всегда бывает впереди Эша на несколько шагов. Он даже собрал на 2 значка Канто больше, чем Эш. У Гэри целая куча прекрасно натренированных покемонов. Он получает удовольствие, унижая Эша, всегда называя его неудачником. На самом деле это лишь прикрытие, которое сложно заметить. Гэри всегда помогает Эшу, один раз он даже спас ему жизнь. Даже после победы над Пикачу Эша он сказал, что это была прекрасная битва — Гэри вовсе не плохой, он просто избалованный. Его методика тренировки покемонов совсем другая, чем у Эша. Его не заботит такая вещь, как дружба и любовь покемона и тренера. Сила и ловкость — вот что он от них требует. Он абсолютно лишён чувства скромности, полностью самоуверен. Но у Гэри есть и положительные черты, как у тренера. Он всегда спокойно переносит проигрыши, трезво мыслит в критических моментах. Он хороший тактик и тренер покемонов. На его лице всегда невозмутимость, ничто не выдаст его чувств и намерений во время боя. Гэри видит в Эше потенциального противника, хотя сам не хочет себе это признавать. Именно поэтому ему доставляют удовольствие «маленькие победы» над Эшем.

### Ритчи
Тренер покемонов. Впервые появился в 1 сезоне аниме «Покемон: Лига Индиго». Хоть с Эшем они были и соперники, они подружились, спасая своих покемонов от «Команды Р»

### Харрисон
Харрисон — путешествующий тренер покемонов из Хоэнна, который участвует в серебряной конференции. Эш и банда впервые встретили его в «Pop Goes The Sneasel», когда он попытался отогнать дикого Снизела, который охранял священное пламя Хо-Ох. Во время серебряной конференции Эш сражается с ним в битве «шесть-на-шесть». Он побеждает Эша, но проигрывает своему следующему сопернику, финишировав в первой четвёрке чемпионата Джото. После серебряной конференции Лиги Джото, Харрисон убеждает Эша отправиться в регион Хоэнн. Затем Харрисон отправляется в Канто для участия в Лиге Индиго.

### Дрю
Впервые появился в 6 сезоне, в 35 серии — «Власть цветов». Очень талантливый координатор с немного завышенной самооценкой. Родом он из города Ла-Русс. Является первым противником Мэй (но так же и другом).
Его главным покемоном была Розалия. В лиге Джото Розалия эволюционировала в Роузрейда (но это уже было за кадром). Их отношения с Мэй очень дружественные, но в то же время и слегка романтичные.
Последний раз Дрю можно увидеть в 11 сезоне, в 26 серии — «Кубок Уолиса».

### Харли
Координатор покемонов и соперник Мэй. Эксцентричный человек, часто старался вывести Мэй из себя. Пытался даже напакостить ей во время состязаний с помощью Команды R. Часто обманывал Мэй.

### Солидад
Соперница Мэй на Гранд-Фестивале покемонов на Плато Индиго.

### Моррисон
Моррисон — главный соперник Эша в регионе Хоэнн и конференции Эвер-Гранда, энергичный человек, который любит бросать вызов другим людям почти во всем и никогда не сдаётся в битве. Из-за этого он всегда бросает вызов Эшу на различных мероприятиях, таких как битвы покемонов или даже конкурс еды. Эш и банда впервые встретили его в серии «Споры, споры», где он вскоре становится другом и соперником Эша. Когда он появляется снова, он является первым противником Эша в конференции Эвер-Гранда; из-за его противоречивых чувств, он отказывается сражаться со своим другом, пока Эш не поощряет его стараться изо всех сил. Моррисон способен сражаться со всем своим духом, проигрывая Эшу только тогда, когда оба они до одного покемона.

### Пол
Главный противник Эша в регионе Синно. Первая их встреча состоялась в эпизоде «Когда сталкиваются миры покемонов!». Является полной противоположностью Эша. Пол эгоистичен, ему плевать на чувства покемонов, считает что если давать покемону отдохнуть, он избалуется. Если покемон слаб или часто проигрывает, Пол просто берёт и отпускает его. Первый покемон: Тортвиг ➡ Торттера. От Пола Эшу достался Чимчар, позднее эволюционировавший в Инфернейпа. Проиграл ему битву в лиге Синно. В боях Пол ведёт себя спокойно, он считает что спокойствие и умиротворённость ведёт к победе.

### Барри
Барри — новый соперник Эша в Синно, нетерпеливый и самоуверенный мальчик, который, будучи компетентным и опытным, имеет тенденцию терять большую часть своих битв против Эша. Он поклонник Пола и использует ту же технику, хотя он заботится о своих покемонах. Он мечтает стать самым сильным тренером покемонов в мире. Барри — лучший друг Кенни и сын Палмера, башенного магната с Боевого Рубежа Синно. Его любимая фраза - "Я тебя оштрафую!". 

### Нандо
Талантливый тренер и менестрель покемонов из региона Синно. Странствует по региону и несёт всем радость. Принимал участие в Лиге Синно и Гранд-фестивале Покемонов, выбыл в полуфинале после поражения от Эша, несмотря на это, не держит на него зла. Имеет спокойный, ровный характер.

### Зоуи
Начинающий Координатор Покемонов, подруга и соперница Доун, девушка примерно её возраста и роста, у неё короткие красные волосы. Она очень уверенный в себе Координатор и всегда готова помочь тем, кто в этом нуждается. Победительница Большого Фестиваля Координаторов. 

### Кенни
Один из друзей детства Доун, тоже Координатор Покемонов. Называет её "Ди-ди", на что Доун сначала реагировала несколько агрессивно, но позднее смирилась с этим прозвищем. Лучший друг Барри, не смог попасть на Большой Фестиваль из-за того, что недостаточно хорошо отработал свой приём и его Флотцель пострадал. Довольно весёлый и общительный, одновременно с этим испытывает некоторые чувства к Доун. 

### Урсула
Соперница Доун, участвовала вместе с ней в конкурсе в Чоковайн-Таун. Впервые встретилась с Доун возле зала соревнований, когда её Габайт случайно раздавил ногой Поффин, который хотел съесть Пачирису Доун. В качестве извинений, она предложила Пачирису свой Поффин, но он не взял его, что слегка оскорбило Урсулу. Она считает, что победа Доун на Кубке Уоллеса была чистой случайностью, хотя сама она выбыла после первого же раунда. Несмотря на свой характер, она хорошо относится к своим покемонам и утешает их после поражений. 

### Трип
Тренер покемонов из региона Юнова, самоуверенный и целеустрёмлённый парень. Немного напоминает Пола, только в отличие от него, он не бросается колкостями и уважительно относится к взрослым. Его мечта - сразиться с Алдером, чемпионом лиги Юновы, которого он однажды встречал, будучи маленьким ребёнком. Помимо ловли покемонов, увлекается фотографией и делает фотографии тех покемонов, которых он раньше не встречал. Он первый заметил, что Ошавотт Эша не открывает глаза во время использования приёма Водная Струя, что говорит о его наблюдательности. Вначале не сильно уважал Эша и смеялся над ним, называя его "деревенщиной", позднее всё же признал его силу. Легко поддаётся на "слабо". Хорошо воспитывает своих покемонов и тренирует их. В сложных ситуациях предпочитает действовать силой. Его родной город - Нувема-Таун. 

### Бьянка
Тренер покемонов из региона Юнова, крайне энергичная и немного неуклюжая девушка, которая вечно куда-то спешит. Впервые появилась в 14 сезоне 13 серии. Всякий раз, когда она появляется, непременно случайно сталкивает того, кто оказался у неё на пути, в частности Эша в фонтан/озеро. Её основной напарник — огненный покемон Эмбоар. Она старше Эша и остальных, так как её отец не позволил ей отправиться в путешествие, когда ей исполнилось 10 лет.

### Бургунди
Самопровозглашённая соперница Сайлана, также, как и он, Ценитель Покемонов. Первое появление в сериале — 14 сезон, 19 серия, «Месть ценителя». Довольно высокомерная девушка, за её поведением скрывается полная некомпетентность. Желает отомстить Сайлану за то, что он когда-то давно сказал, что она и её покемон несовместимы.

### Джорджия
Соперница Ирис, является Охотником на Драконов и сражается только с покемонами драконьего типа. Смогла одолеть Ирис и её Экскадрилла в первый раз, после реванша у них была ничья. По какой-то причине ненавидит покемонов драконьего типа.

### Стефан
Соперник Эша в лиге Юнова. Эш выигрывает бой со Стефаном из-за того, что обучил своего Крокодайла атаке "Воздушный Ас", что очень эффективно против Соука Стефана. Стефан одет в красную майку. У него красные волосы под цвет майки.

### Кэмерон
Соперник Эша в регионе Юнова. Во время лиги Юнова Эш проигрывает Кэмерону из за эволюции его Риолу в Лукарио. Имеет в своём запасе Покемона Хайдрайгона, которого он называет секретным оружием.

### Вирджил
Тренер покемонов и Рейнджер, бывший чемпион лиги Юнова. Возглавляет спасательную команду, состоящую из Иви и его эволюционных форм.

### Миетта
Главная соперница Серены на Демонстрациях Покемонов и в борьбе за внимание Эша.

### Тиерно
Тиерно — тренер покемонов, любящий танцевать, что также отражается на его команде. Несмотря на то, что он тренер-новичок, он может хорошо справиться, сражаясь с более опытными противниками благодаря своим навыкам, обучая танцевальным движениям своих покемонов, чтобы они могли легко уклоняться от атак. Тиерно очень дружелюбный и всегда поощряет своих друзей, чтобы сделать все возможное на пути к самым верхам. Он очень поддерживает Шону и часто смотрит её показательные выступления. У него есть чувства к Серене, которые он демонстрирует каждый раз, когда они встречаются. Он был ответственным за представление Шоны Серене.

### Шона
Шона — тренер покемонов. Энергична и любит делать видеоролики Покевидения со своим покемоном. Она и её друзья стали поклонниками Серены после просмотра её видеоролика, который она сделала. Она мечтает стать известным исполнителем покемонов и в конечном счёте Королевой Калос, коей на данный момент является Ария.

### Тревор
Тревор — тренер покемонов и фотограф, его цель как тренера — встретить каждого покемона в Покедексе. На протяжении всего своего путешествия Тревор стремится сфотографировать всех покемонов, с которыми он сталкивается. Он в основном интересуется теми, у кого есть различия в их особенностях, хотя и незначительные.

### Алан
Алан — сильный тренер покемонов. Раньше состоял в команде Пламя, но потом ушёл от них, узнав их истинные намерения. Стал чемпионом Лиги Калос, победив Эша в финале. Стал изучать мега эволюции, чтобы помочь своей подруге. Его сильнейший покемон — Чаризард, который может мега эволюционировать.

### Сойер
Сойер очень восхищается Эшем и хочет стать таким же как он. Некоторое время он путешествовал с Эшем, Клемонтом, Бонни и Сереной. Когда они пришли в восьмой гим в регионе Калос, он ушёл подготовиться к лиге. В Лиге Калос он сражается с Эшем в Полуфинале и проигрывает ему. Его сильнейшим покемоном является Септайл, который может мега эволюционировать.

### Гладион
Главный соперник Эша в регионе Алола, старший брат Лили. Серьёзный и спокойный тренер, который ищет себе достойных противников в боях между покемонами. В остальном он «одинокий волк», который избегает встречи со своей сестрой, потому что его стиль борьбы кажется несколько резким и безжалостным. Несмотря на это, он показал себя добропорядочным, когда он сказал своей сестре, заботиться о её покемоне. Хотя Гладион не часто навещает свою сестру, он поклялся защищать её после встречи с Ультра-чудовищем. За четыре года до их появления в сериале, Гладион видел, как на Лили напало Ультра-чудовище Нихилего. Лили была в ужасе, а Гладион не был достаточно храбр, чтобы защитить её. Вдруг Силвалли прибыл и победил Нихилего. В то время как Лили потеряла память о встрече и испугалась покемонов, Гладион взял Силвалли как своего собственного покемона и поклялся защищать свою сестру. Однажды, Гладион нашёл раненую Иви и принес её Хоббсу. Гладион очень беспокоился за Иви, хотя Хоббс обещал вылечить, если они возьмут его в Центр Покемонов. Гладион также был мотивирован отправиться в путешествие, чтобы узнать больше о себе, а также тренироваться в одиночку. Таким образом, он покинул Лили и особняк. После того, как Лили окончательно преодолела свои страхи, он стал более предан идее превзойти Эша после того, как стал свидетелем того, как он и Пикачу впервые использовали Удар Молнии в 10 000 000 Вольт. Гладион даже стал чаще видеться с сестрой, и у него вновь сложилась с ней тесная связь. Позже, Гладион и Лили узнали, что их отец, профессор Мон, всё ещё жив, и после событий Лиги Алолы (окончившейся победой Эша) и возрождения Магирны, он вместе с мамой и сестрой покинул Алолу, чтобы найти отца.

### Хау
Внук Халы, вождя острова Мелемеле, один из соперников Эша в регионе Алола. Он весёлый и решительный мальчик и в отличие от других соперников, он не издевается над оппонентами.

### Би
Лидер стадиона Стоуон-Сайда в регионе Галар, главная соперница Эша в Кубке Коронаций, также стремящаяся к битве против Леона. Серьёзный боец как в битвах покемонов, так и в каратэ. Использует боевые стойки, отдавая команды в битвах. Устойчивая и уверенная в себе. Би сильно подчеркивает свои собственные правила и может быть довольно прямолинейной в своих откровенных словах, даже если это означает оскорбление чувств других, например, описание Коррины как слабой и неопытной (что расценивалось Эшем как подлость, хотя позже оказалось, что это не так), и указание Эшу сдаться уже тогда, когда Риолу был на грани проигрыша. После повторной встречи с Эшем и Го она даже не помнила его имени и назвала его «Тренером Риолу», а потом и «Тренером Лукарио», чем раздражала Эша, но когда он всё-таки одолел её в матче Ультра-Класса Кубка Коронаций, она поняла и проявила уважение, и в итоге назвала Эша по его настоящему имени. Несмотря на свой жёсткий внешний вид и отсутствие внешних эмоций и улыбки (из-за строгого воспитания родителями), Би на самом деле очень добрый и отзывчивый человек, что она продемонстрировала, поделившись сладостями (которые она любит) с Пикачу и Риолу Эша.

### Лисия
Племянница Уоллеса, суперпопулярный айдол состязаний покемонов региона Хоэнн. Очень оптимистичная и жизнерадостная девочка, любящая состязания покемонов. Искренне верит, что состязания покемонов — это развлечение, а не соперничество, и покемоны нужны не только для сражений. В Лиликоу-Сити проводила поиск новых потенциальных участников, там она встретила Хлою и зная, что она ни разу не участвовала, предложила ей попробовать себя в состязании и раскрыть свою новую сторону, позже она участвовала в состязании и разделила первое место с Сереной.

## Профессора

### Профессор Сэмюэль Оук
В мире покемонов много людей посвятило себя именно этим существам, профессор Сэмюэль Оук именно такой человек. В юности он был очень сильным тренером и наловил множество покемонов, но увы, Чемпионом Лиги стать ему не удалось. Тогда он весь ушёл в исследования и полностью посвятил себя покемонам, что делает и по сей день. В его коллекции их очень много, но всех покемонов он не собрал, этого ещё никто не смог сделать. Профессор Оук сам лично придумал покедекс, создать который ему помог Уильям Пятый. Живёт он в Паллет-Тауне и сам лично выдаёт начинающим тренерам их первых покемонов и покедекс, такая честь выпадает далеко не каждому. Его очень часто видят с матерью Эша, Делией Кетчум, из-за чего ходят слухи, что у них роман (но доказательств этого не было). Профессор далеко не так стар, как кажется на первый взгляд, у него полно сил и энергии. С самого утра он обожает выпивать горячую чашечку чая, после чего приступает к повседневной работе — уходу за покемонами. У него есть внук Гари, конкурент Эша, что также не является простой случайностью. Профессора Оука знают очень многие, особенно в научном сообществе, это на самом деле великий человек. Именно от него Эш получил своего стартового покемона Пикачу, ставшего его лучшим другом и товарищем.

### Профессор Фелина Айви
Профессор с острова Валенсия на Оранжевом Архипелаге.

### Профессор Бёрч
Профессор Бёрч занимается изучением покемонов, любит наблюдать за ними. Он хороший друг отца Мэй, и именно от него она получила своего стартового покемона Торчика.

### Профессор Роуэн
Учёный региона Синно. Именно от него Доун получила своего стартового покемона Пиплапа.

### Профессор Орея Джунипер
Учёная региона Юнова. Очень трудолюбивая исследовательница, а в битве является безжалостной воительницей, способной придумать впечатляющие атаки, которые застанут противников врасплох.

### Профессор Августин Сайкамор
Учёный региона Калос, изучающий Мега Эволюцию. Очень добрый человек, всегда готовый помочь при необходимости. Всегда спокоен и доводит задачу до самого конца. В его манере поведения присутствует французский шарм. Именно от него Серена получила своего стартового покемона Феннекина.

### Профессор Кикей
Преподаватель в Школе Покемонов на острове Мелемеле в регионе Алола. Весёлый, дружелюбный и гостеприимный человек, но когда доходит до дела — полностью серьёзен и спокоен. Часто добавляет в разговоры названия атак. Его отношения с Эшем во многом напоминают отношения отца и сына, так как они много времени проводят вместе за пределами школы, например ходят по магазинам с целью пополнения запасов или общаются друг с другом. Мечтает организовать официальную Лигу Покемонов в регионе Алола и сделать её частью великих традиций региона. И благодаря Эшу и его друзьям, его мечта осуществилась.

### Профессор Бурнет
Одна из учёных Фонда Этер. Её исследования специализируются на взаимосвязи покемонов и других измерений. Очень добрая, всегда заботится о друзьях. Проявляла интерес к профессору Кикею, за которого впоследствии вышла замуж. Подобно Делии Кетчум, профессор Бурнет всегда поддерживала Эша, но в отличие от неё, Бурнет никогда не говорила или делала чего-то, что смущало или пугало Эша. Она настолько сблизилась с ним, что когда настала пора расстаться, Бурнет расплакалась и на прощание обняла Эша как родного. После того, как Эш покинул Алолу, Бурнет забеременела и к его следующему визиту (вместе с Го), у неё родился сын по имени Лэй, ставший для Эша младшим братом (хоть и не кровным).

### Профессор Мон
Мон — родной отец Лили и Гладиона, переехал в регион Алола, чтобы продолжить исследование Ультра-Червоточин. Всегда выкладывался на полную как учёный, как отец и как муж, за что его все любили. А ещё он был мечтателем, всегда верившим в сказку. Он также был могущественным тренером, который победил Халу и заработал себе кольцо-Z. Было подтверждено, что Мон вместе со своей женой Лузамин, а также их коллегами Фабой и Вик, создали Фонд Этер. Однажды Мона затянуло в Ультра-Червоточину, и он исчез за много лет до событий сериала «Солнце и Луна». Все думали, что он мертв, пока в Высших приключениях не выяснилось, что он оказался в родном мире Нихилего. Шайни Нихилего спас его и телепортировал в Корону Тундры в Галаре. После этой встречи он страдал амнезией, но смог выздороветь и восстановить свои воспоминания. Он воссоединился с Лузамин, Гладионом и Лили, а также впервые встретил Эша, Го и Хлою. После воссоединения семья вместе с Эшем и друзьями вернулась в Алолу.

### Профессор Серис
Профессор Серис — глава собственной лаборатории в Вермилион-Сити, спокойный, но дружелюбный человек. Он очень хорошо осведомлен о покемонах, считаясь гением с юных лет. Он также исключительно увлечен изучением покемонов, веря, что если понимать покемонов, можно сделать мир лучше. Иногда он настолько увлекается, что смущает свою дочь Хлою, заставляя ее ругаться.

### Профессор Магнолия
Профессор Магнолия — дружелюбная и нежная старушка, бывший профессор покемонов в регионе Галар. Она изучает феномен Динамакс и его происхождение. После того, как председатель Роуз чуть не уничтожил регион Галар, вызвав Этернатуса, чему Эш и Го воспрепятствовали, поймав его в покебол, она сразу же запечатала его в сейфе глубоко под землей и сделала свою внучку Соню новым профессором покемонов Галара.

### Профессор Акихабара
Создатель системы передачи покемонов. Так же создал покемона Porygon для работы в системе перемещения.

## Злодеи

### Команда R
Печально известная злодейская организация охотников на редких покемонов. Являются антагонистами практически всех сезонов.
Их цель — поймать как можно больше редких и самых могущественных покемонов, чтобы создать армию зла для установления нового мирового порядка.

#### Джесси
Джесси — женская половина троицы из Команды R. Она самая неуправляемая из всех них и очень часто, наравне с Мяутом, придумывает различные планы, как бы захватить Пикачу. У Джесси и Джеймса довольно-таки странные отношения. Когда никто не видит, Джесси часто одевается, как Джеймс, а Джеймс — как Джесси. Тем не менее, это абсолютно ни о чём не говорит, кроме чем о странностях их отношений. У Джесси очень сложный характер. Иногда можно подумать, что она просто ненавидит женщин. На самом деле она просто терпеть не может того, кто более талантливый или красивый, чем она(а если захочет, сделает наоборот). Также она ненавидит Мисти, так как той часто сыплют комплименты и называют её «милой», что для Джесси просто невыносимо. Как и Джеймс, она тщеславна, просто ненавидит, когда кто-то перебивает её, ставит под сомнение её взгляды и рушит её идеалы. Детство у Джесси было не самым счастливым. Зимой ей приходилось кушать снег, или, как она сказала, «есть продовольствие, буквально сделанное из снега». У неё почти не было денег, чтобы купить себе хотя бы жалкую игрушку. Наконец-то её это достало, и Джесси сбежала в Покемон Техучилище, где встретила Джеймса и откуда они вместе вылетели за самую плохую успеваемость. Тогда они пришли в Солнечный Городок и присоединились к банде байкеров. После этого Джесси присоединилась к Команде R, где она и начала свою вечную гонку за Пикачу. Джесси 17 лет, родом она из города Фуксия. У неё прекрасные артистические таланты, она может заставить поверить кого угодно в то, что она, например, самое безобидное существо на свете. Тем не менее она не может скрыть своего характера — раздражительного и яростного, как у хищницы, из-за чего иллюзия её безобидности очень быстро рушится. Скорее всего, её детство повлияло на её выбор — войти в преступную организацию и начать охоту за редкими покемонами. Джесси, так же, как и Джеймс с Мяутом, решила, что поймать нужно обязательно Пикачу Эша. Похоже, что последствия её совсем не интересуют. На самом деле она эгоистка и думает только о своей выгоде. Разжалобить её не так уж и сложно, правда, такие порывы жалости у неё бывают очень кратковременны. Добрая в душе, чего нельзя сказать о Кэссиди и Бутче.

#### Джеймс
Джеймс, мужская половина команды R, — очень интересный человек. У него почти нет одежды, поэтому он часто заимствует её из гардероба Джесси, из-за чего многие сомневаются в его ориентации. Будучи маленьким, он был разбалован, но и одновременно несчастен. Постоянно ходил голодным, из-за чего сделал удочки и ловил рыбу у себя в пруду, когда её вовсе там не было. Невзирая на то, что его родители миллионеры, детство у Джеймса было не лучше, чем у Джесси. Ещё в детстве Джеймс был помолвлен с Джессибель, девушкой, которая выглядит, как Джесси, с лёгким акцентом и очень странными методами воспитания. Она вытворяла с Джеймсом всё что хотела, «воспитывая» его, хотя на самом деле она морально и физически мучала его! Наконец-то Джеймс не выдержал и сбежал из дому, после чего попал в Покемон Тех-училище, где и встретил Джесси, где они вместе показали самые низшие результаты учёбы за всю историю Академии! Их выкинули вон, после чего Джесси и Джеймс присоединились к банде байкеров, а уже затем к Команде R. Вот в свои 17 лет он и начал странствовать по свету. Джеймсу, вместе с Мяутом и Джесси, было поручено ловить самых редких покемонов, но он почему-то решил, что поймать нужно исключительно Пикачу Эша. Считает себя очень умным и красивым, просто обожает быть у всех на виду и во внимании. К сожалению, его мнение часто игнорируют, а умом бог его не наделил. Добрый в душе, чего нельзя сказать о Кэссиди и Бутче.

#### Мяут
Мяут — третий, равноправный член троицы из Команды R. Также он один из тех немногих покемонов, которые умеют говорить. Неизвестно, где он родился, и кто его родители, предположительно, что на улице. Однажды Мяут гулял по улице и увидел фильм, в котором участвовал Мяут. В конце фильма писалось что-то о Голливуде. Мяут решил поехать в Голливуд, он запрыгнул на машину, которая его туда и доставила. Но нужно было питаться, поэтому Мяут решил стащить мясо из магазина, где его поймал злобный шеф и выкинул вон. Он закрыл глаза, но когда открыл их, то увидел Персиана, которого окружала целая стая Мяутов. Они кинули Мяуту рыбы. Мяут с благодарностью посмотрел на них, мяукнул и принялся кушать. После этого он присоединился к банде. На следующий день он шёл по улице и увидел прекрасненького Мяута около магазина. Он перебежал улицу с рыбой во рту, дал ей рыбу и начал петь. Но тут из магазина вышла толстая стерва с красивыми ожерельями и закричала: «Убирайся от моей Мяузи, жирный вонючий кот! Мяузи, иди ко мне дорогая, я принесла тебе новый бриллиант в форме покебола». После этого Мяузи сказала Мяуту: «я не могу тебя любить, ты неудачник, никто не может о тебе позаботиться, ты не человек!». Она повернулась и ушла, оставив Мяута в раздумьи: « Я видел, как она смотрела на эти бриллианты, я точно не смогу угодить ей». На следующий день Мяут решил доказать ей, что может быть таким, как человек. Он стал учиться ходить, сначала медленно. Он мог ходить, но не быстро. Поэтому его поймал шеф и закинул в комнату. Комната была как раз над танцевальным залом. Инструктор просил учеников проговорить скороговорку (хотел подшутить над ними). Мяута ловили каждый день и он слушал разговоры людей. И однажды он начал проговаривать эту скороговорку. И у него получилось! После этого он стал изучать алфавит и слова «команда», «ракета». Затем он выучил много слов. Он вернулся к Мяузи, но она отвергла его, назвав сумасшедшим котом. После этого он выучил алфавит и попал в команду Р. Позже, Джесси, Джеймс и он попали в Голливуд, где Мяут увидел группу с Персианом во главе, в которой была и Она!. Это была Мяузи. Её хозяйка обанкротилась и Мяузи попала на улицу. Она не хотела присоединяться к банде, но выбора у неё не было. Мяут сказал, что заберёт её с собой, но банда напала на него. На помощь пришли Джесси и Джеймс, они победили Мяутов. Наш Мяут пошёл на битву с Персианом и победил! Но когда он подошёл к Мяузи, ответ её был таким: «Ты можешь ходить и говорить, как человек, но ты всё равно неудачник!». Такая вот его история. Мяут очень умный покемон. Сам по себе он не очень силён, но чаще всего побеждает при помощи ума. Стоит вспомнить, как он облил Оникса ведром воды, тем самым победив битву против этого сильного покемона! Из этой троицы он самый умный. Но гордая Джесси точно никогда этого не признаёт. Он очень коварный и хитрый, в его шутках чувствуется остроумие. Как никак, а покемоном назвать его даже сложно. Это человек в облике покемона. Когда-то он был любимым покемоном босса Джованни, но из-за постоянных неудач его место занял хитрый Персиан. Теперь Мяут мечтает снова завоевать доверие, поймав редкого покемона, а именно сейчас он охотится за Пикачу.

#### Кэссиди и Бутч
Бутч и Кэссиди — члены Команды R. За всё время они появлялись только в 7 сериях (не считая полнометражных фильмов). Это на самом деле очень искусные агенты. Как у Джесси и Джеймса, у них есть свой девиз, но, в отличие от «команды неудачников», босс их очень ценит. Их планы бывают широкомасштабные, они никогда не пойдут на мелкие делишки типа захвата 10-20 покемонов. Это хорошо натренированные бандиты, умеющие обращаться с оружием, ловкие и быстрые. Они ненавидят Джеймса и Джесси, или, правильнее будет сказать, презирают их. Несколько раз Джесси и Джеимс срывали их планы при помощи Эша и его друзей. В некоторых сериях они пытались украсть Мяута, как и девиз Джесси и Джеймса. И Бутч, и Кэссиди вернулись позже в сериале «Приключения» в ответ на то, что фанаты узнали, что дуэт был заменен Матори. Оказывается, Кэссиди и Бутч официально покинули команду R после событий эпизода «Песчаная ловушка!» и разошлись. Кэссиди и Бутч реформировались и в настоящее время они заняты своей обычной деятельностью: Кэссиди управляет собственным кафе и занимается резьбой по дереву, а Бутч управляет небольшой пекарней.

#### Пирс
Элитный офицер команды R. Джованни послал его, чтобы помочь Джесси, Джеймсу и Мяуту в выполнении особо важной миссии по поиску осколков метеорита, упавшего в регионе Юнова.
Арчер
Арчер — управляющий команды Ракета, один из четырёх руководителей. Изначально был лидером филиала команды на островах Севии, курировал и работал сам в проекте влияния радиоволн на эволюцию покемонов. Носит белые одежды в отличие от традиционной чёрной униформы. Предан Джованни, будет продолжать его дело до последнего. Тренеров, которые Арчера восхитили своим талантом и упорством, он очень настойчиво приглашает в команду Ракета, обещая сразу ранг управляющего. Его английское имя может ссылаться как на бога-лучника Аполлона, так и на ракету класса «воздух-воздух».
Ариана
Ариана — управляющая команды Ракета, одна из четырёх руководителей. Сначала вместе с Арчером руководила филиалом на островах Севии, однако после дослужилась до ранга управляющего. Единственная женщина в коллективе, по власти стоит сразу после Арчера. Может понять мотив противостояния команде Ракета, и в отдельных случаях даже помочь. Если бой был великолепен, после своего поражения может впасть в восхищение и, как и Арчер, заманивать противника в команду Ракета. Её английское имя основано на одноимённой серии транспортных средств для космических запусков.

#### Джованни
Джованни — босс команды R и лидер стадиона в городе Виридиан (под прикрытием). Он использует земляных покемонов, но в сериале он использовал не только земляных, но и каменных, психических, водных и ледяных. По его заказу был произведён на свет Мьюту. Очень злой и беспощадный человек, его планы поистине бывают гениальны. Он не тратит время по мелочам. Чаще всего передвигается при помощи вертолёта и всегда со своим любимым покемоном — Персианом. Когда-то его любимцем был Мяут. Очень мало кто его знает, почти никто не видел его лица. Организация «Команда R» досталась Джованни от матери. Его ничего не волнует, кроме денег и власти. Бесчувственный, злой, отвратительный и бессердечный — вот как можно охарактеризовать его. Тем не менее многие восхищаются его умом и характером! Он надеялся при помощи Мьюту завоевать самых сильных покемонов. К счастью, покемон ушёл от него один раз, а второй раз уже при помощи Эша. Джесси, Джеймса и Мяута он держит за дураков и не обращает на них внимания, Кэссиди и Бутч — вот его фавориты. Большинство сезонов, решили вернуть «доверие» босса(похитить покемона с целью хорошего применения например заменить массажиста, стать равным(похитить Сквиритла, Чармандера и Бульбазавра), и многое другое), но позднее, после того, как Джесси, Джеймс и Мяут проявили себя в регионах Хоэнн и Синно (а конкретно — уничтожили Команды Магма, Аква и Галактика, а также уничтожили охотницу на покемонов Джей), тот оценил их по достоинству и начал поручать им самые ответственные задания для реализации амбиций команды R.

#### Матори
Матори — секретарша Джованни. Очень строгая.

### Команда Магма
Преступная организация в Хоэнне. Члены организации носят красную форму. Враждуют с Командой Аква, так как у них схожие планы. Стремятся пробудить Граудона, чтобы с его помощью иссушить планету и превратить её в безжизненную пустыню. Известно, что действия команды Магма, как и действия команды Аква, носят ярко выраженный экстремистский характер: они крали покемонов, метеорит и даже подводную лодку. Они виновны во многих пожарах, землетрясениях и извержениях вулканов, приведших к катастрофическим последствиям.

#### Броди
Броди — член команды Магма, мастер перевоплощений. Может перевоплощаться в кого угодно, даже в женщину. Выполнял секретные миссии, но после распада команды Магма, начал промышлять воровством, став известным как вор-призрак, однако его попытка украсть Кубок Лент окончилась неудачей и он скрылся в неизвестном направлении. Дальнейшая судьба остаётся неясной.

### Команда Аква
Команда Аква — злодейская организация-культ, члены которой убеждены, что необходимо затопить планету путём пробуждения Кайогра. Одна из двух организаций в Хоэнне, соперничают с командой Магма. Как правило, рядовые члены имеют слабых покемонов всех типов, хотя преимущество отдаётся водным. Известно, что действия команды Аква носят яркий экстремистский характер: они крали покемонов, метеорит и даже подводную лодку. Они виновны во многих наводнениях и сильных дождях.
Члены команды мечтают пробудить и контролировать Кайогра для претворения своих планов в жизнь о расширении водной площади планеты. Слухи ходят разные: одни утверждают, что команда хочет видеть мир с огромными морями, где будет удобно покемонам и людям, а другие шепчутся, что они хотят уничтожить человеческую цивилизацию и вернуть времена к началу, где покемоны жили без человеческого вмешательства.

#### Арчи — Лидер команды Аква
Арчи — лидер команды Аква, часто вместе с членами команды участвует в операциях. Искренне верит в цели команды Аква и считает, что ничто не может пойти не по плану после пробуждения Кайогра. Для того, чтобы он признал свою неправоту, должно произойти что-то уж совсем невероятное. Часто и громогласно смеётся, в речи то и дело проскакивают «морские» словечки и ругательства (включая те слова который нельзя произносить вслух даже в приличных местах): трюмные крысы, протащить под килем и тому подобное.
Мэтт
Мэтт — один из двух управляющих команды Аква, правая рука Арчи. Всегда прикроет спину и придёт на выручку своему лидеру, так как некогда Арчи спас ему жизнь, чем и заслужил такую преданность. Уважает сильных людей, даже если это его враги. Если с Арчи что-то случится, то управление командой перейдёт к нему — впрочем, скорее всего Мэтт последует за своим лидером, чем продолжит его дело.

#### Шелли
Шелли — одна из двух управляющих команды Аква. Работает с корпорацией Девон, через неё команда Аква получила доступ к исследованиям. Часто выполняет работу в паре с Мэттом, в основном занимается кражами и сражениями. Наблюдательна. Может отдать последнее даже врагу, если получит распоряжение от Арчи, но это не означает, что ей это нравится. О ней известно только то, что она недавно сменила имидж: до этого Шелли щеголяла с красными кудрями.

### Команда Галактика
Преступный синдикат в районе Синно. Их цель состоит в том, чтобы поймать покемонов, что создали мир: Диалгу и Палкию, повелителей времени и пространства, так же как Месприта, Азельфа, и Юкси, так что их лидер, Сириус, может уничтожить вселенную и перестроить его по своему образу и подобию с собою, как абсолютный Бог. Однако, лишь только командиры и босс знают об этом.

#### Сириус
Сириус — лидер команды «Галактика». Полностью безэмоциональный человек, контролирует свои эмоции и едва показывает любую озлобленность на всех. Он также манипулирует и проявляет черты социопата или психопата. Сириус — один из самых безжалостных и жестоких злодеев, которые когда-либо существовали. Он мало или совсем не заботится о человеческой жизни, воспринимает всех и вся как какую-то помеху и воспринимает эмоции как слабости. Хотя он и не любит любое проявление насилия.
Когда создавался его новый мир, Сириус даже отвернулся от своих последователей и приспешников, заявив, что они отравят его новый мир, показывая, что он, вероятно, никогда не заботился о них, а также видел в них не что иное, как средство для достижения цели.

#### Харон
Харон — главный научный сотрудник команды «Галактика». В то время как командиры Сатурн, Марс и Юпитер работают над различными частями генерального плана команды «Галактика», проекта Красная Цепь, он иногда присоединяется к ним во время некоторых операций, чтобы собрать исследования их прогресса. Тем не менее, он оставляет поддельный кусок Красной цепи на металлургическом заводе Фуэго, чтобы саботировать базы данных Международной Полиции, чтобы они не могли вмешиваться в планы команды «Галактика». Тем не менее, после того, как проект Красная Цепь потерпел неудачу благодаря чемпиону Лиги Покемонов региона Синно, Синтии, Эшу Кетчуму и его друзьям, Харону удаётся избежать ареста с Сатурном, Марсом и Юпитером, но его больше не видели.

### Команда Плазма
Команда Плазма — злодейская организация-культ, члены которой убеждены, что необходимо разделить человечество и покемонов, так как люди превратили покемонов в подобие рабов. Организация одна, но разбита на два лагеря: рядовые участники, поддерживающие Гетсиса, носят белую униформу, похожую на рыцарские доспехи, а носящие чёрную одежду, похожую на пиратский костюм, подчиняются и следуют непосредственно за Эном. Команда Плазма — единственная злодейская организация, о которой известно, что у неё сразу три лидера. «Прославлены» похищением покемонов, публичными выступлениями и кражами.
Некоторые рядовые участники раньше работали на команду Галактика.
Конечная цель команды — «освобождение» покемонов из-под гнёта тренеров либо путём проповеди, либо путём кражи. Но тут есть загвоздка, так как лидеры трактуют это по-разному: Гетсис и Колресс просто желают таким образом «обезоружить» Юнову, чтобы только команда Плазма имела покемонов и могла захватить регион, а приёмный сын Гетсиса Эн, вместе с подчинёнными непосредственно ему людьми, желает освободить покемонов и помогать им в дикой природе.

#### Гестис
Гетсис — лидер Новой команды Плазма. Долгое время скрывал настоящие планы команды Плазма: убедить всех отпустить покемонов, чтобы команда осталась одна с таким мощным оружием и стала доминировать в регионе. Отличный оратор, способный манипулировать чувствами людей. После мятежа Эна считает, что Юнову надо «заморозить», чтобы беспрепятственно отобрать всех покемонов. Не верит, что Эн может понимать покемонов, и после восстания считает его просто неблагодарным мальчишкой. Никому не показывает свою правую руку, возможно, её нет.

#### Колресс
Колресс — лидер Новой команды Плазма. У него есть собственная цель — открыть способ вытягивать силу из покемонов. Ради исследований и экспериментов он и присоединился к команде. Не согласен с мятежниками и не считает, что необходимо освобождать покемонов от людей. Он возродил и модифицировал Генесекта вопреки запрету Эна, считающего, что не стоит портить покемонов вживлением технологий. Настоящий учёный, может часами, по теме и без неё, говорить о своих исследованиях.
Семь мудрецов
Семь Мудрецов — управляющие команды Плазма. Группа включает в себя семерых самых умных людей со всего мира: Горм, Брониус, Руд, Зинзолин, Джалло, Рюку и Гетсис, их внутренний лидер. Как правило они воздерживаются от сражений, предоставляя право защищать их рядовым членам. После Раскола некоторые из них скрылись: местоположение некоторых известно (ходят слухи, что Руд до сих пор верен Эну), но где и чем занимаются остальные неясно. Обучали Эна всем необходимым знаниям и умениям. Явно поддерживает Новую команду Плазма только Зинзолин. Имена мудрецов, кроме Гетсиса, являются отсылками к цветам радуги.

### Команда Пламя
Команда Пламя — злодейская организация, обосновавшаяся в Калосе. Они хотят сделать мир «красивым и стильным», с большим количеством денег, однако их планы не распространяются на благополучие людей вне команды. Зарабатывают путём кражи покемонов и окаменелостей, электроэнергии и покеболов — их они используют для увеличения своей армии покемонов.
Лишь некоторые управляющие известны, сколько же у команды всего руководителей, знает лишь начальство.
Однако истинные планы команды куда страшнее: они хотят использовать древнее Абсолютное оружие для уничтожения всей жизни на земле кроме самих себя, так как их лидер Лисандр не видит будущего для современного общества «непродуктивных дураков», бездумно грабящих запасы планеты. Именно для активации Абсолютного оружия и нужно на самом деле электричество и жизненная энергия покемонов. Для получения огромной жизненной энергии команда и разыскивает легендарных покемонов Зирниса, Ивелтала и Зайгарда.

#### Лисандр
Лисандр — лидер команды Пламя, владелец лаборатории Лисандра, где был создан Холо Кастер — прибор, позволяющий общаться посредством голограмм. Мечтает о прекрасном мире, но для этого необходимо разрушить то общество потребителей-эгоистов, которое сформировалось на сегодняшний день. Считает, что все люди злые и жадные по своей природе. Покемоны, прекрасные и благородные существа, обречены быть игрушкой людей, так что уничтожить их — для их же блага. Старые друзья говорят, что у Лисандра были благородные намерения, однако постоянные столкновения с глупостью людей сделали из него мизантропа.

### Команда Череп
Бандитская организация из региона Алола, отнимающая покемонов нечестными путями, плохо относится к тем, кто слабее них.

#### Тапп, Рапп и Зипп
Трио членов из Команды Череп. Постоянно досаждают Школе Покемонов.

#### Плумириа
Правая рука Гузмы, лидера Команды Череп.

#### Гузма
Лидер Команды Череп, старый друг профессора Кикея.

### Макро Космос

#### Председатель Роуз
Председатель конгломерата Макро Космос. Его отец погиб в результате несчастного случая на шахте, когда Роуз был юным, и в результате он пытается предотвратить будущие проблемы до того, как они могут возникнуть. С этой целью он пытается пробудить легендарного покемона Этернатуса, но тот выходит из-под контроля. Роуз сбегает после своего поражения от Эша Кетчума.

### Исследователи
Исследователи (エクスプローラーズ, Explorers) — загадочная организация, охотящаяся за Лико, Роем, их кулоном и древним покеболом, а также заклятые враги «Восходящего Вольта». Они являются главными антагонистами сериала «Горизонты».

#### Гибеон
Лидер Исследователей, дедушка Аметио и главный антагонист первых двух сезонов сериала «Горизонты». Около века назад до событий сериала, Гибеон был хорошим другом Люциуса и Ристал, вместе с которыми основал группу, известную как Исследователи, и обнаружили Лакуа, рай покемонов. Однако, когда они нашли кристаллы Лакуиума, которые сводили покемонов с ума, Гибеон решил использовать силу кристаллов, вынуждая Люциуса и Ристал запечатать губительную энергию кристаллов, в результате чего Гибеон провалился в образовавшийся под его ногами разлом. Он выжил и создал современную версию Исследователей, а также корпорацию Превосходство, чтобы достичь своей цели — вернуться в Лакуа и собрать кристаллы Лакуиума. Хотя ему удалось вернуться в Лакуа и вступить в бой с Лико, Роем, Дот и Аметио, Гибеон потерпел поражение и его напарник, легендарный покемон Зайгард, покинул его. Когда кристаллы Лакуиума были искоренены, Гибеон примирился с Люциусом и Аметио, после чего старые друзья ушли в небытие, поскольку кристаллы поддерживали их жизнь.

#### Хамбер
2-й командующий Исследователей, а также советник и помощник Гибеона, с которым администраторы связываются во время миссий. Похоже, он обеспокоен безопасностью подчиненных. Его партнер-покемон — Даскнуар. Хамбер дружил с бабушкой Лико, Дианой, но они разошлись и теперь стали врагами, поскольку Диана знает о злых намерениях Хамбера с кулоном. Он также заботится об Аметио, после того как его мама погибла в автокатастрофе.

#### Аметио
Администратор Исследователей и внук Гибеона, которого вместе с двумя своими подчиненными отправляют за кулоном. Его партнер-покемон - Церуледж. После того, как ему слишком много раз не удалось забрать кулон, его переназначили, и его миссия была передана Шпинелю. Тем не менее, ему вновь доверили эту миссию после того, как сообщил Хамберу о Терапагосе. Однако из-за интриг Шпинеля, загнавших его и Лико в ловушку во время потасовки за Терапагоса, и вынудивших его помочь ей, Аметио был исключён из организации.

#### Шпинель
Психотический и умный администратор Исследователей, которому Гибеон поручил миссию вернуть кулон после того, как Аметио, Ония и Зирк не смогли сделать это слишком много раз. Шпинель, кажется, является соперником Аметио, поскольку он высмеивает и сомневается в том, что он видел Чёрного Рэйквазу, хотя Аметио действительно видел его. У Шпинеля нет проблем с причинением вреда детям для достижения своих целей, например, с помощью своего Бехиема он «промыл мозги» Лико, чтобы та отдала ему кулон. После смерти Гибеона Шпинель стал директором корпорации Превосходство и лидером Исследователей, становясь тем самым вторым главным антагонистом сериала «Горизонты».

#### Сидиан
Стойкий и серьезный администратор Исследователей, который сначала появился в виде силуэта, а затем появился лично после того, как Шпинель потерял кулон. Его партнер-покемон - Гарганакл. Несмотря на то, что Сидиан является исследователем, он также благороден и предпочитает сражаться честно, и часто ему приходится контролировать отношение Корал и не отклоняться от своих целей.

#### Корал
Безрассудный и веселый администратор Исследователей, который сначала появился в виде силуэта, а затем появился лично после того, как Шпинель потерял кулон. Ее главным партнером-покемоном является Глэйли. Корал ведет себя дерзко, учитывая, что она насмехалась над Шпинелем за то, что он не смог украсть кулон, и часто ведет себя безрассудно, например, приказывает своему Глэйли использовать Самоуничтожение, несмотря на предупреждения Сидиана не делать этого.

#### Чалс
Сдержанный и спокойный администратор Исследователей, который сначала появился в виде силуэта, а затем появился лично после того, как Шпинель потерял кулон. В качестве основного покемона она использует Медичама. У Чалс есть чувство юмора, но она будет критиковать своих товарищей, таких как Шпинель, за то, что они провалили свои миссии.

#### Зирк
Солдат Исследователей и один из подчинённых Аметио. Его покемон - Райдон.

#### Ония
Солдат Исследователей и одна из подчинённых Аметио. Её покемон - Голдак.

### Другие злодеи
Охотница на покемонов Джей
Джей — безжалостная и жестокая охотница за покемонами в регионе Синно, которая захватывала и крала покемонов, чтобы продать их на чёрном рынке своим клиентам за деньги, за что была объявлена в уголовный розыск как самая разыскиваемая и смертельно опасная преступница. Она чрезвычайно безжалостна и не заботится о благополучии других, даже своих приспешников и своих клиентов. Она разозлилась, когда ее клиенты решили разорвать сделку и никогда не работать на тех, кого она считала «нарушителями контрактов». Тем не менее, она всегда гордится и недооценивает своих противников, когда думает, что вот-вот победит, что приводит к ее падению в озеро, где по-видимому и нашла свою смерть.
Фаба
Фаба — очень скептический человек, сомневающийся в других. Кроме того, Фаба также очень ворчлив и немного пессимистичен в отношении прогресса других и проявляет враждебность, когда он сердито бросает Роулета Эша после того, как он по ошибке берет его вместо Небби, которому удается телепортироваться. Фаба также хитро убеждает трио Команды R служить телохранителями в Элизиуме Этер, но строго приказывает им, когда к их лидеру приходят посетители, такие как Эш и его дружная банда. Как и у других повторяющихся злодеев, кроме трио Команды R, у Фабы есть зловещая сторона, похожая на сторону Джованни, у которого есть свои злые амбиции и его планы по захвату Небби и других Ультра-чудовищ для его экспериментов, идентичных экспериментам Ксерозика, прежде чем его освободят Эш и банда. и ведет его эволюцию в Космоэма. Будучи отвергнутым Нихилего, который вместо этого овладевает своим боссом, Фаба сожалеет о своих действиях. После поражения Нихилего он становится намного лучше, извиняясь перед Эшем и его друзьями за его зловещие амбиции. Тем не менее, он по-прежнему гордится своими изобретениями.
Вайрен
Вайрен — эгоистичный и жадный владелец курорта «Счастливая Радуга», строящий курорты по всей Алоле незаконными средствами и избегающий любых наказаний за совершенные им преступления (в первую очередь за ущерб частной собственности). Он пытался построить курорт, купив семейную ферму Киаве, но потерпел неудачу, и его и его подчиненных отправили в тюрьму за блокирование ручьев и другие незаконные действия только для того, чтобы купить семейную ферму. У него был Элективайр, когда он выступил против Маровака Киаве. Киаве дважды сражался с Вайреном, в первый раз он потерпел поражение, но победил Вайрена в матч-реванше. Он появлялся дважды, и в последний раз он пытался построить курорт без каких-либо незаконных средств, но работа была прервана Ультра-Чудовищем, Стакатакой. После того, как со Стакатакой было покончено, он отказался от строительства курорта и отправился строить свой собственный стадион.

## Персонажи поддержки

### Делия Кетчум
Мама Эша — очень добрая и заботливая женщина, хотя немного легкомысленная и наивная. Она очень беспокоится о своём сыне и всегда напоминает ему сделать всё, что в его силах. Очень давно она развелась со своим мужем (причина в аниме не показана, только в новеллизации Pocket Monsters: The Animation) и взялась воспитывать сына самостоятельно. Она никогда не была тренером покемонов, но когда-то, продемонстрировав настоящее умение, Делия завоевала доверие Мистера Майма, который и сейчас помогает ей в домашнем хозяйстве. Она очень умная, прекрасно знает психологию и характер своего сына, и очень-очень гордится им как настоящим героем, который сметёт любые преграды на пути к заветной мечте. В серии «В Алоле — день открытых дверей!» видно, что она ведёт себя как опытный тренер и очень умело руководит покемонами. Любит давать покемонам милые прозвища: например, она дала Литтену Эша прозвище «Литти». Очень часто бывает у профессора Оука, из-за чего ходят слухи, что у них роман (но доказательств этого не было). Раньше к ней в подростковом возрасте подкатывал Джованни, но никто из двоих не собирается это упомянуть даже своими.

### Джоанна
Мама Доун — она такая же добрая и заботливая женщина как Делия Кетчум. Прекрасно знает свою дочь и очень-очень гордится ею как настоящей героиней, готовой преодолеть любые преграды на пути к заветной мечте. Доун росла, вдохновлённая её достижениями, и решила пойти по её стопам, желая стать таким же великим координатором покемонов. Когда Доун уезжает в своё путешествие, Джоанна даёт ей первую Ленту Состязания, которую она получила, в качестве талисмана удачи. Джоанна смотрит по телевизору все конкурсы Доун вместе со своим Глэймяу. У неё также есть газетные статьи о победах Доун и фотографии её участия в конкурсах и коллекции Хартхоум в её гостиной. Хотя она следит за путешествием Доун, ей не нравится слишком увлекаться, говоря Доун, что ей лучше полагаться на своих друзей и покемонов, а не на мать, и использовать свои поражения в качестве возможности для обучения. Она обучает других координаторов из своего дома.

### Норман
Отец Мэй и Макса. Лидер стадиона в Петалбурге. Смелый, благородный и заботливый человек, всегда готовый заступиться за своих детей, что он и продемонстрировал, когда яростно дрался против Команды R, умудрившейся украсть первого покемона своей дочери.

### Кэролайн
Мать Мэй и Макса и жена Нормана. Она просит Мэй быть с Максом и защищать его во что бы то ни стало. Когда Норман готовит фейерверк с подарком медсестры Джой на годовщину свадьбы, Кэролайн ошибочно полагает, что он оставляет её ради медсестры Джой до того, как недоразумение разрешилось.

### Мейер/Маска Блэйзикен
Отец Клемонта и Бонни, владелец магазина электроники в Люмиос-Сити и один из лучших механиков города. Очень весёлый и общительный человек. Любит помогать людям, попавшим в беду или активно сражающимся с преступностью. Именно поэтому он стал супергероем по прозвищу «Маска Блэйзикен», мастером Мега Эволюции. Он так же любит своих детей. Мейер радуется каждому их достижению и победе. Но так же он желает, чтобы они поскорее вернулись домой. Его покемонами выступают Блэйзикен (способный к Мега Эволюции) и Амфарос, но у каждого своя роль: Блэйзикен помогает Мейеру в борьбе со злодеями, а Амфарос — в магазине электроники.

### Грейс
Родная мать Серены, наездница Райхорнов. Очень добрая и заботливая, но слишком зацикленная на тренировке в скачках Райхорнов, чем причинила своей дочери немало хлопот.

### Лузамин
Мать Лили и Гладиона, президент Фонда Этер. Она все болеет за свою дочь Лили, как будто возится со своими волосами. Она сливается с Ультра-Чудовищем Нихилего и начинает вести себя как ребенок, постоянно говоря своим детям держаться от нее подальше. После того, как она, наконец, разобщается с Нихилего после его поражения, Лузамин снова становится глубоко эмоциональной по отношению к своим детям после их воссоединения. Однажды она была замужем за профессором Моном, который переехал на Алолу, чтобы начать свои исследования Ультра-червоточин. В эпизоде "Сокрытая принцесса!" выяснилось, что Мон попал в аварию, в результате чего его затянуло в Ультра-червоточину. Воспоминания в этом эпизоде показали, что он видел покемона Магирну, лежащего в углу антикварного магазина. Он пытался вернуть её к жизни и подарить её Лили, как своей принцессе, но безуспешно. Когда Лили спросила Лузамин о том, что случилось с покемонами Мона, она не могла вспомнить, что произошло, потому что, по словам Хоббса, она была в состоянии шока от того, что только что произошло. Когда туман Тапу Фини поглотил Эша, Маллоу, Лили и Гладиона, Мона не удалось найти в тумане, потому что, согласно Хапу, которая вскоре стала вождём острова Пони, Мон каким-то образом выжил в аварии.

### Оливия
Вождь острова Акала. Известна любовью и добрыми отношениями с покемонами. Тем не менее, она также довольно неуклюжа, что показано, когда она случайно споткнулась несколько раз. Однако Оливию это не беспокоит, и она даже смеётся над собственной неуклюжестью.

### Сёстры Джой
Как и офицеры Дженни, медсёстры Джой немного отличаются. Но есть и более существенные отличия, которые можно увидеть невооружённым взглядом — это цвет кожи у одной сестры на Оранжевых Островах, или же цвет символов на униформе. Сёстры Джой при помощи своих покемонов Ченси работают в Центрах Покемонов и занимаются исключительно лечением ослабленных и раненых покемонов. Правда есть исключения — некоторым сёстрам в других регионах помогают другие покемоны: в Юнове им помогают Одино, в Калосе — Виглитафф, в Алоле — Блисси (эволюционная форма Ченси) и Комфей, а в Галаре — Индиди. Сёстры Джой очень добрые, заботливые и умные. Они никогда не оставят покемона в беде, каким бы он не был. Был случай, когда одна из сестёр Джой пошла участвовать в Лиге Покемонов, желая стать Мастером Покемонов.

### Офицеры Дженни
Все офицеры Дженни выглядят одинаково, потому что у их родителей какая-то странная генная структура, впрочем, это неважно. Все кузины и сёстры Дженни немного отличаются, но отличить их пока способен только Брок. Все они преданны своей работе и вкладывают в неё всю свою душу. С ними чаще всего бывают Гроулиты и их развитая форма Арканайн, преданные человеку покемоны. Другие покемоны, которых видели с офицерами Дженни были Спинарак, Гастли, Чатот, Манектрик, Гамшус и другие. Эш и его друзья не раз помогали офицерам справляться с преступностью, за что всегда получали вознаграждения и благодарность. Офицеры Дженни всегда умеют отблагодарить тех, кто помогает им бороться с преступностью, это на самом деле положительные герои.

### Рауль Контеста
Директор комитета Состязаний Покемонов и председатель жюри.

### Мистер Сукизо
Президент фан-клуба Покемонов и один из судей соревнований, наравне с Раулем Контестой и медсестрой Джой.

### Дон Джордж
Менеджер Бойцовского Клуба Покемонов. Подобно сёстрам Джой и офицерам Дженни, Дон Джордж имеет родственников, выглядящих одинаково, но различить их можно по цвету воротников на их кимоно и напульсников. Он помогает тренерам и их покемонам стать сильнее и разучить новые приёмы, прежде чем они отправятся в битву.

### Портер
Гид на круизном лайнере «Королева Деколор». Подобно сёстрам Джой, офицерам Дженни и Дону Джорджу, у Портера есть родственники, похожие на него.

### Синтия
Чемпионка лиги Синно. Синтия имеет в подавляющем большинстве сильную и независимую личность. Всегда готова для хорошего вызова, она не одна, чтобы сдержать что-нибудь, как видно в её многочисленных сражениях на протяжении всей серии. Также ясно, что она хочет помочь другим тренерам расти и расширять связи со своими покемонами. Она также помогает Эшу и его друзьям, когда они пытаются остановить преступные организации, такие как Команда «Галактика» и позже Команду R, которая хочет покорить регион Юнова с помощью Мелоэтты и легендарного трио «Силы Природы». Она имеет лишь одну неприятную привычку — она может надолго застрять перед выбором.

### Эн
Загадочный персонаж, появляющийся в сезоне «Приключения в Юнове». По характеру Эн — пацифист и миролюбив. Не любит конфликты и бои между покемонами. Эн так же способен слышать внутренние голоса покемонов. Он считает, что только свободный покемон равен человеку. На него очень сильно повлиял Эш, благодаря своей необычной связи с покемонами. В отличие от игр, Эн не злодей, а союзник Эша и его друзей. Эн, точно так же как и в играх, может слышать внутренние голоса покемонов, и уверен, что люди используют их лишь для своего блага. Несмотря на это, он не член команды Плазма, а скорее ярый их противник; Гестис уверял его, что покемоны не могут быть счастливы, находясь в покеболах с тренерами. Незадолго до настоящего времени Эн должен был быть коронован по плану Гестиса, после чего он собирался вызвать и поработить легендарного покемона Реширама, используя талант Эна. Однако, Реширам сжёг весь замок. Антея, Конкордия и Эн сбежали и поселились в замке, где они лечили пострадавших покемонов. Потом Эн стал путешествовать, пытаясь понять, почему в мире существуют покемоны. Вскоре он встретил Эша и понял, что не все люди злые.

### Илима
Илима учится в аспирантуре школы покемонов в Алоле и в настоящее время учится на борту в Калосе. Хотя он действительно участвовал в Лиге Калос, подразумевается, что он не выигрывал до своего дебюта. Даже в детстве Илима считался там одним из самых популярных учеников, к большому неудовольствию Таппа, а также был коронован как «Принц школы покемонов». Илима специализируется на покемонах нормального типа, состоящих из Иви (который предпочел не эволюционировать, а использовал кристалл Ивиум Z), Смиргла и Кангасхана, который может мега-эволюционировать. Во время своего дебютного выступления он посетил школу, в которой ранее учился, и встретил Эша и Лили. Пока Эш и Илима собирались сразиться, им пришлось отпугнуть Таппа и его товарищей по Команде «Череп», которые были там, чтобы отомстить. Позже Илима участвовал в местном турнире по пинг-понгу и выиграл, прежде чем вернуться в Калос. После долгого отсутствия он вовремя вернулся в Алолу, чтобы принять участие в конференции Манало, и даже победил большинство негодяев из команды «Череп» (включая Плюмерию, администратора организации) ценой того, что его Иви получил травму в Королевской битве. Все думали, что из-за его навыков и большого количества фанатов он считался фаворитом на победу в Лиге Алола, но Илима потерпел неудачу в матче против Гузмы. Хотя он остался, чтобы посмотреть остальную часть лиги и коронацию Эша чемпионом Алола, неизвестно, что с ним стало во время атаки Газзлорда или наблюдал ли он за битвой Эша против Кикея в выставочном матче.